# Свети Архангел Михаил (Клиново)
Вижте пояснителната страница за други значения на Свети Архангел Михаил.
„Свети Архангел Михаил“ (на македонска литературна норма: „Свети Архангел Михаил“) е православна църква в тиквешкото село Клиново, южната част на Северна Македония.
За църквата не са запазени никакви исторически извори. В нея няма надпис. Църквата е еднокорабна с полукръгла олтарна апсида на източната страна. Градена е от плочест камък. От фреските е запазен само един фрагмент в олтарната конха, част от Богородица Ширшая небес. Живописта е сходна с тази от „Свети Атанасий“ в Галище и е най-вероятно от края на XVII век. В 1860 година до църквата е построена нова църква с големи размери, посветена също така на Свети Архангел Михаил. Към началото на XX век и двете са запуснати.